# Skyggabborrtjärnen
Skyggabborrtjärnen är en sjö i Sollefteå kommun i Ångermanland och ingår i Indalsälvens huvudavrinningsområde.